# Provanna
Provanna là một chi ốc biển, là động vật thân mềm chân bụng sống ở biển trong họ Provannidae.

## Các loài
Các loài trong chi Provanna gồm có:
- Provanna abyssalis Okutani & Fujikura, 2002[2]
- Provanna admetoides Warén & Ponder, 1991[3]
- Provanna buccinoides Warén & Bouchet, 1993[4]
- Provanna chevalieri Warén & Bouchet, 2009[5]
- Provanna glabra Okutani, Tsuchida & Fujikura, 1992[6]
- Provanna goniata Warén & Bouchet, 1986[7]
- Provanna ios Warén & Bouchet, 1986[8]
- Provanna laevis Warén & Ponder, 1991[9]
- Provanna lomana (Dall, 1918)[10]
- Provanna macleani Warén & Bouchet, 1989[11]
- Provanna muricata Warén & Bouchet, 1986[12]
- Provanna nassariaeformis Okutani, 1990[13]
- Provanna pacifica (Dall, 1908)[14]
- Provanna reticulata Warén & Bouchet, 2009[15]
- Provanna sculpta Warén & Ponder, 1991[16]
- Provanna segonzaci Warén & Ponder, 1991[17]
- Provanna shinkaiae Okutani & Fujikura, 2002[18]
- Provanna variabilis Warén & Bouchet, 1986[19]